# Arcádia
Arcádia (em grego Αρκαδία) é uma unidade regional da Grécia, localizada na península do Peloponeso, ao sul do país. Faz parte da região do Peloponeso. A sua capital é a cidade de Trípoli.
O nome remete ao semideus Arcas, filho de Zeus e da ninfa Calisto.

## Geografia
A área da actual unidade regional de Arcádia é de 4.419 km², o que corresponde a aproximadamente 18% da área da península do Peloponeso. Em 2011, a sua população era de 86.820 habitantes. A elevação mais alta é o Monte Mainalo (1.986 metros), onde existe uma estância de esqui de propriedade da prefeitura.
Quanto à agricultura, cultiva-se a batata, além de existirem cultivos mistos e oliveiras; há predominância de pasto pela Arcádia, especialmente na área ao redor de Megalópolis e entre Trípoli e Levidi.